# Timothy Spall
Timothy Leonard Spall (Londra, 27 febbraio 1957) è un attore britannico.

## Biografia
Timothy Spall, il terzo di quattro figli, è nato a Battersea, Londra. Inizialmente famoso nel Regno Unito per aver interpretato il tonto personaggio Barry nelle prime due serie di Auf Wiedersehen, Pet, durante la sua pluriennale carriera ha recitato in film come Robinson Crusoe - La storia vera, Vanilla Sky, Segreti e bugie, Shooting the Past, Tutto o niente, L'ultimo samurai, Lemony Snicket - Una serie di sfortunati eventi, Fiore del deserto e Spencer.
Nel 2007 ha interpretato il ruolo del messo Beadle Bamford nel film musical Sweeney Todd - Il diabolico barbiere di Fleet Street di Tim Burton. Inoltre è stato assunto per interpretare Peter Thomas Taylor, ex calciatore e assistente di Brian Clough, in Il maledetto United. Inoltre ha partecipato al film Disney Come d'incanto nel ruolo di Nataniel ed è apparso in un episodio di Red Dwarf intitolato Back to Reality.
Tra il 2004 e il 2011 ha interpretato Peter "Codaliscia" Minus, nei film Harry Potter e il prigioniero di Azkaban, Harry Potter e il calice di fuoco, Harry Potter e l'Ordine della Fenice, Harry Potter e il principe mezzosangue, Harry Potter e i Doni della Morte - Parte 1 e Harry Potter e i Doni della Morte - Parte 2, film facenti parte della saga di Harry Potter.
Nel 2014 ha ricevuto il premio come miglior attore protagonista al Festival di Cannes per l'interpretazione in Turner, biopic sul pittore William Turner. Come doppiatore ha dato la voce al personaggio di Frego nel film di animazione Galline in fuga e al Mastino Sanguinario in Alice in Wonderland (2010) e nel sequel Alice attraverso lo specchio (2016)

## Vita privata
Dal 1980 è sposato con la collega Shane Baker, dalla quale ha avuto tre figli: Pascale (1975), Rafe (1983) e Mercedes (1985).

## Filmografia

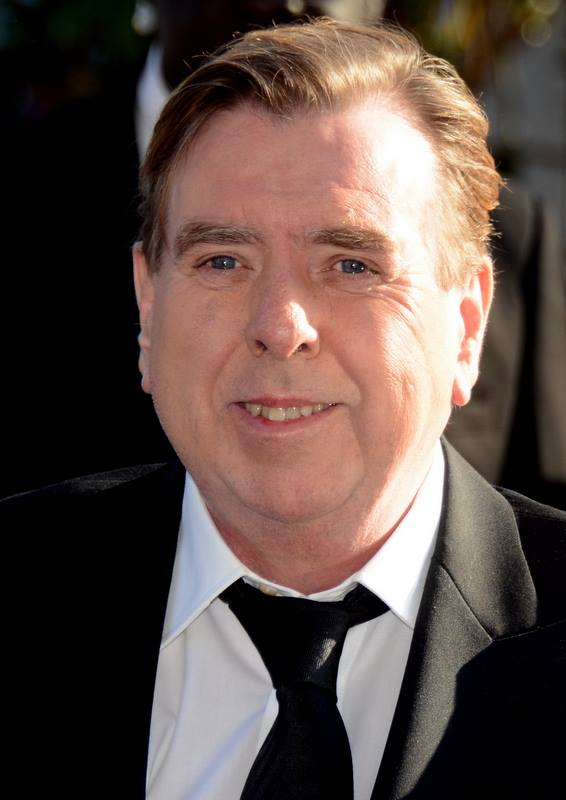
Timothy Spall al Festival di Cannes 2014

### Cinema
- The Life Story of Baal, regia di Edward Bennett (1978)
- Quadrophenia, regia di Frank Roddam (1979)
- Remembrance, regia di Colin Gregg (1982)
- Il missionario (The Missionary), regia di Richard Loncraine (1982)
- La sposa promessa (The Bride), regia di Franc Roddam (1985)
- Gothic, regia di Ken Russell (1986)
- Body Contact, regia di Bernard Rose (1987)
- Un prete da uccidere (To Kill a Priest), regia di Agnieszka Holland (1988)
- La casa al nº 13 in Horror Street (Dream Demon), regia di Harley Cokellis (1989)
- Robinson Crusoe - La storia vera (Crusoe), regia di Caleb Deschanel (1989)
- Cacciatore bianco, cuore nero (White Hunter Black Heart), regia di Clint Eastwood (1990)
- Il tè nel deserto (The Sheltering Sky), regia di Bernardo Bertolucci (1990)
- Dolce è la vita (Life Is Sweet), regia di Mike Leigh (1990)
- 1871, regia di Ken McMullen (1990)
- Hamlet, regia di Kenneth Branagh (1996)
- Segreti e bugie (Secrets & Lies), regia di Mike Leigh (1996)
- Still Crazy, regia di Brian Gibson (1998)
- Brivido di sangue (The Wisdom of Crocodiles), regia di Po-Chih Leong (1998)
- Topsy-Turvy - Sotto-sopra (Topsy-Turvy), regia di Mike Leigh (1999)
- The Clandestine Marriage, regia di Christopher Miles (1999)
- Pene d'amor perdute (Love's Labour's Lost), regia di Kenneth Branagh (2000)
- Vatel, regia di Roland Joffé (2000)
- Intimacy - Nell'intimità (Intimacy), regia di Patrice Chéreau (2001)
- Evasione fortunata (Lucky Break), regia di Peter Cattaneo (2001)
- Rock Star, regia di Stephen Herek (2001)
- Vanilla Sky, regia di Cameron Crowe (2001)
- Il vecchio che leggeva romanzi d'amore (The Old Man Who Read Love Stories), regia di Rolf de Heer (2001)
- Tutto o niente (All or Nothing), regia di Mike Leigh (2002)
- Nicholas Nickleby, regia di Douglas McGrath (2002)
- L'ultimo samurai (The Last Samurai), regia di Edward Zwick (2003)
- Gettin' Square, regia di Jonathan Teplitzky (2003)
- Harry Potter e il prigioniero di Azkaban (Harry Potter and the Prisoner of Azkaban), regia di Alfonso Cuarón (2004)
- Lemony Snicket - Una serie di sfortunati eventi (Lemony Snicket's A Series of Unfortunate Events), regia di Brad Silberling (2004)
- The Last Hangman, regia di Adrian Shergold (2005)
- Harry Potter e il calice di fuoco (Harry Potter and the Goblet of Fire), regia di Mike Newell (2005)
- Harry Potter e l'Ordine della Fenice (Harry Potter and the Order of the Phoenix), regia di David Yates (2007)
- Houdini - L'ultimo mago (Death Defying Acts), regia di Gillian Armstrong (2007)
- Come d'incanto (Enchanted), regia di Kevin Lima (2007)
- Sweeney Todd - Il diabolico barbiere di Fleet Street (Sweeney Todd: The Demon Barber of Fleet Street), regia di Tim Burton (2007)
- Appaloosa, regia di Ed Harris (2008)
- Il maledetto United (The Damned United), regia di Tom Hooper (2009)
- Harry Potter e il principe mezzosangue (Harry Potter and the Half Blood Prince), regia di David Yates (2009)
- Heartless, regia di Philip Ridley (2009)
- Fiore del deserto (Desert Flower), regia di Sherry Hormann (2009)
- Wake Wood, regia di David Keating (2009)
- Il segreto di Green Knowe (From Time to Time), regia di Julian Fellowes (2009)
- Il discorso del re (The Kings Speech), regia di Tom Hooper (2010)
- Harry Potter e i Doni della Morte - Parte 1 (Harry Potter and the Deathly Hallows: Part I), regia di David Yates (2010)
- Harry Potter e i Doni della Morte - Parte 2 (Harry Potter and the Deathly Hallows: Part II), regia di David Yates (2011)
- My Angel, regia di Stephen Cookson (2011)
- Comes a Bright Day, regia di Simon Aboud (2012)
- Assassin's Bullet - Il target dell'assassino (Assassin's Bullet), regia di Isaac Florentine (2012)
- Upside Down, regia di Juan Solanas (2012)
- Ginger & Rosa, regia di Sally Potter (2012)
- The Rise, regia di Rowan Athale (2012)
- Love Bite - Amore all'ultimo morso (Love Bite), regia di Andy De Emmony (2012)
- Colpo d'amore (The Love Punch), regia di Joel Hopkins (2013)
- Turner (Mr. Turner), regia di Mike Leigh (2014)
- Sucker, regia di Ben Chessell (2015)
- Stanley a Man of Variety, regia di Stephen Cookson (2016)
- La verità negata (Denial), regia di Mick Jackson (2016)
- Away, regia di David Blair (2016)
- Il viaggio (The Journey), regia di Nick Hamm (2016)
- The Party, regia di Sally Potter (2017)
- The Changeover, regia di Miranda Harcourt e Stuart McKenzie (2017)
- Ricomincio da noi (Finding Your Feet), regia di Richard Loncraine (2017)
- Impero criminale (The Corrupted), regia di Ron Scalpello (2019)
- Mrs Lowry & Son, regia di Adrian Noble (2019)
- It snows in Benidorm (Nieva in Benidorm), regia di Isabel Coixet (2020)
- The Duke, regia di Roger Michell (2020)
- Spencer, regia di Pablo Larraín (2021)
- Appuntamento a Land's End (The Last Bus), regia di Gilles MacKinnon (2021)
- The Gran Duke of Corsica, regia di Daniel Graham (2021)
- The Pale Blue Eye - I delitti di West Point (The Pale Blue Eye), regia di Scott Cooper (2022)
- This Christmas, regia di Chris Foggin (2022)
- Cattiverie a domicilio (Wicked Little Letters), regia di Thea Sharrock (2023)
- Non volere volare, regia di Hafsteinn Gunnar Sigurðsson (2024)

### Televisione
- La mia casa in Umbria (My House in Umbria), regia di Richard Loncraine - film TV (2003)
- Oliver Twist - miniserie TV, 5 episodi (2007)
- Blandings - serie TV, 13 episodi (2013-2014)
- Enfield - Oscure presenze (The Enfield Haunting) – miniserie TV (2015)
- Philip K. Dick's Electric Dreams – serie TV, episodio 1x03 (2017)

## Teatro
- Baal, di Bertolt Brecht. The Other Place di Stratford-upon-Avon (1978)
- Le allegre comari di Windsor, di William Shakespeare. Royal Shakespeare Theatre di Stratford-upon-Avon (1979)
- Cimbelino, di William Shakespeare. Royal Shakespeare Theatre di Stratford-upon-Avon (1979)
- Tre sorelle, di Anton Čechov. The Other Place di Stratford-upon-Avon (1979)
- The Life and Adventures of Nicholas Nickleby da Charles Dickens. Aldwych Theatre di Londra (1980)
- Santa Giovanna, di George Bernard Shaw. National Theatre di Londra (1984)
- Mandragola, di Niccolò Machiavelli. National Theatre di Londra (1984)
- Sogno di una notte di mezza estate, di William Shakespeare. National Theatre di Londra (1992)
- Il guardiano, di Harold Pinter. Old Vic di Londra (2016)

## Doppiatori italiani
Nelle versioni in italiano delle opere in cui ha recitato, Timothy Spall è stato doppiato da:
- Roberto Stocchi in Hamlet, Harry Potter e il prigioniero di Azkaban, Lemony Snicket - Una serie di sfortunati eventi, Harry Potter e il calice di fuoco, Il maledetto United, Harry Potter e i Doni della Morte - Parte 1, Philip K. Dick's Electric Dreams, Impero criminale
- Franco Zucca in Segreti e bugie, Intimacy - Nell'intimità, Evasione fortunata, Come d'incanto, The Party
- Stefano De Sando ne Il vecchio che leggeva romanzi d'amore, Sweeney Todd - Il diabolico barbiere di Fleet Street, Upside Down
- Rodolfo Bianchi in Love Bite - Amore all'ultimo morso, Turner, Cattiverie a domicilio
- Marco Mete ne La verità negata, Ricomincio da noi
- Paolo Buglioni in Appuntamento a Land's End, Non volere volare
- Vittorio Battarra in Gothic
- Roberto Del Giudice in Un prete da uccidere
- Bruno Alessandro in Cacciatore bianco, cuore nero
- Elio Pandolfi ne Il tè nel deserto
- Renato Cortesi ne Le avventure del giovane Indiana Jones
- Claudio Fattoretto in Still Crazy
- Fabrizio Temperini in Brivido di sangue
- Pino Insegno in Topsy-Turvy - Sotto-Sopra
- Neri Marcorè in Pene d'amor perdute
- Bruno Conti in Vatel
- Ennio Coltorti in Rock Star
- Renato Cecchetto in Vanilla Sky
- Paolo Triestino in Tutto o niente
- Saverio Indrio in Nicholas Nickleby
- Oreste Rizzini in L'ultimo samurai
- Nicola Marcucci in Gettin' Square
- Enzo Avolio ne La mia casa in Umbria
- Paolo Marchese in Houdini - L'ultimo mago
- Renato Mori in Appaloosa
- Gerolamo Alchieri in Heartless
- Roberto Draghetti in Fiore del deserto
- Francesco Pannofino ne Il discorso del re
- Angelo Nicotra in Colpo d'amore
- Gianni Gaude in Enfield - Oscure presenze
- Pietro Ubaldi ne Il viaggio
- Gianni Giuliano in Spencer
- Ambrogio Colombo in The Pale Blue Eye - I delitti di West Point

Da doppiatore è sostituito da:
- Franco Zucca in Alice in Wonderland, Alice attraverso lo specchio
- Paolo Buglioni in Galline in fuga
- Gianni Bersanetti in Bosom Pals
- Corrado Guzzanti ne I primitivi

## Riconoscimenti
- Premi BAFTA
  - 1997 – Candidatura al miglior attore protagonista per Segreti e bugie
  - 1999 – Candidatura al miglior attore televisivo per Our Mutual Friend
  - 2000 – Candidatura al miglior attore televisivo per Shooting the Past
  - 2000 – Candidatura al miglior attore protagonista per Topsy-Turvy – Sotto-Sopra
- Festival di Cannes
  - 2014 – Prix d'interprétation masculine per Turner
- Screen Actors Guild Award
  - 2011 – Miglior cast cinematografico per Il discorso del re